# Porno Graffitti
Porno Graffitti (ポルノグラフィティ Poruno Gurafiti?) es un grupo musical japonés originarios de Hiroshima fundado en 1994. Integrado por Akihito Okano (voz y guitarra) y Haruichi Shindo (coros y guitarra), y anteriormente también por Masami Shiratama -alias Tama- (coros y bajo), hasta 2019 han publicado 44 sencillos, 10 álbumes y 5 compilaciones.
La banda es conocida por el sencillo «Melissa» que fue utilizado como tema de apertura de la serie de anime Fullmetal Alchemist. Su estilo musical se encuadra en los géneros J-pop y pop rock. El nombre de la banda es una amalgama inspirado por el álbum de la banda estadounidense Extreme, Extreme II: Pornograffitti.

## Historia
En 1992 Akihito, Haruichi y Tama se conocieron y, tras intercambiar ideas, decidieron formar Porno Graffitti en 1994.
Su primer concierto tuvo lugar en la Umeda Banana Hall en Osaka, lugar donde crecieron, frente a un público de apenas treinta personas. Tiempo después grabaron una maqueta que acabó a manos de un representante de Sony. Aunque no les ofreció un acuerdo de grabación sí les indicó que poseían mucho potencial y que necesitaban realizar más conciertos para ayudarlos a promocionarse en la escena musical. El trío siguió aquellas sugerencias y comenzaron a realizar muchos más espectáculos en su ciudad natal y en otras como Kobe.
Con la experiencia acumulada en conciertos en 1997 Sony ofreció participar en la competición DS Audition en Tokio cuyo primer premio era un contrato de grabación con la multinacional. Realizado en mayo de 1998 Porno Graffitti fue el ganador. Su primer sencillo como banda mayor fue «Apollo» publicado el 8 de septiembre de 1999. Obtuvo buenas críticas y ofrecieron una pequeña gira. «Hitori no Yoru» se publicó unos meses después, también fue muy bien recibido y fue escogido como la canción de apertura de la serie de animes GTO. Este hecho permitió la realización de su primer álbum: «Romantic Egoist».
Durante los siguientes cinco años la banda sacó muchos más sencillos y álbumes que fueron calificados con buenas críticas y llevaron a la banda a estar en lo alto de muchas listas de popularidad. 
En 2004 Masami Shiratama -Tama- decidió dejar la banda para afrontar su paternidad y matrimonio y, posteriormente, iniciar una carrera en solitario con la publicación de su primer álbum el 21 de diciembre de 2005. Los dos miembros restantes decidieron reformar la banda convirtiéndola en dúo y el 8 de septiembre de ese mismo año publicaron su primer sencillo como un dúo. «Sister» fue favorablemente acogido por los fanes y evidenció que, aunque la aportación de Tama al sonido del grupo fuera importante, Porno Graffitti podría seguir funcionando sin él.
En 2009 el grupo fue autor de la canción de apertura de GTO (Great Teacher Onizuka), titulado «Hitori No Yoru». Otro sencillo famoso es el primer opening, titulado «Melissa», de la serie de animación japonesa Fullmetal Alchemist, que aparece entre los capítulos 1 al 13. Uno de sus sencillos se titula «Jyobairor» (Yo bailo). Este combina música de estilo rítmico y moderno, con acordes de bandoneón que a su vez tienen un acento del clásico tango Argentino. El grupo además compuso «The Day» la canción de apertura de Boku no Hero Academia. 
Su sencillo «Anata ga koko ni itara» es el tema principal de la película nipona Naoko. La película Bleach Fade to Black ~Kimi no Na wo Yobu~ lleva como tema principal el sencillo «Koyoi, Tsuki ga Miezutomo». La serie tiene como undécimo opening el sencillo «Anima Rossa».

## Miembros

### Actuales
- Okano Akihito (岡野昭仁): vocalista
- Haruichi Shindou (新藤晴一): guitarrista

### Exmiembros
- Tama (Seudónimo de Masami Shiratama, 白玉雅己): bajista que abandonó el grupo en junio de 2004 debido a su matrimonio y paternidad.

## Discografía

### Sencillos
1. Apollo (アポロ) (8 de septiembre de 1999) (reedición: 29 de marzo de 2006)
2. Hitori No Yoru (ヒトリノ夜) (26 de enero de 2000) (reedición: 29 de marzo de 2006)
3. Music Hour (ミュージック・アワー) (12 de julio de 2000)
4. Saudade (サウダージ) (13 de septiembre de 2000)
5. Saboten (サボテン) (6 de diciembre de 2000)
6. Ageha Chou (アゲハ蝶) (27 de junio de 2001)
7. Voice (ヴォイス) (17 de octubre de 2001)
8. Shiawase ni tsuite Honki Dashite Kangaete mita (幸せについて本気出して考えてみた) (6 de marzo de 2002)
9. Mugen (15 de mayo de 2002)
10. Uzu (渦) (5 de febrero de 2003)
11. Oto No Nai Mori (音のない森) (6 de agosto de 2003)
12. Melissa (メリッサ) (26 de septiembre de 2003)
13. Ai Ga Yobu Hou He (愛が呼ぶほうへ) (6 de noviembre de 2003)
14. Lack (ラック) (3 de diciembre de 2003)
15. Sister (シスター) (8 de septiembre de 2004)
16. Tasogare Romance (黄昏ロマンス) (10 de noviembre de 2004)
17. Neomelodramatic / ROLL (ネオメロドラマティック / ROLL) (2 de marzo de 2005)
18. NaNaNa Summer Girl (NaNaNa サマーガール) (3 de agosto de 2005)
19. Yo Bailo / DON'T CALL ME CRAZY (ジョバイロ / DON’T CALL ME CRAZY) (16 de noviembre de 2005)
20. Haneuma Rider (ハネウマライダー) (28 de junio de 2006)
21. Winding Road (4 de octubre de 2006)
22. Link (リンク) (18 de julio de 2007)
23. Anata ga koko ni itara (あなたがここにいたら) (13 de febrero de 2008)
24. Itaitachi Ichi (痛い立ち位置) (25 de junio de 2008)
25. Gifts (ギフト) (20 de agosto de 2008)
26. Love, too Death, too (8 de noviembre de 2008)
27. Koyoi, Tsuki ga Miezutomo (今宵、月が見えずとも）(10 de diciembre de 2008)
28. Kono Mune wo, Ai wo Iyo (この胸を、愛を射よ）(9 de septiembre de 2009)
29. Anima Rossa (アニマロッサ) (25 de noviembre de 2009)
30. Hitomi no oku wo nozokasete (瞳の奥をのぞかせて) (10 de febrero de 2010)
31. Kimi wa 100% ( 君は100％) (27 de octubre de 2010)
32. EXIT (2 de marzo de 2011)
33. One more time (ワンモアタイム) (21 de septiembre de 2011)
34. Yuki no Iro (ゆきのいろ) (23 de noviembre de 2011)[7]
35. 2012Spark (8 de febrero de 2012)
36. Kage Boushi (カゲボウシ) (19 de septiembre de 2012)
37. Matataku Hoshi no Shita de (瞬く星の下で) (6 de marzo de 2013)
38. Seishun Hanamichi (青春花道) (11 de septiembre de 2013)
39. Tokyo Destiny (東京デスティニー) (16 de octubre de 2013)
40. Oretachi no Celebration (俺たちのセレブレーション) (3 de septiembre de 2014)
41. One Woman Show ~Amai Maboroshi~ (ワン・ウーマン・ショー ～甘い幻) (5 de noviembre de 2014)
42. Oh! Rival (オー！リバル) (15 de abril de 2015)
43. The Day (25 de mayo de 2016)
44. LiAR (9 de noviembre de 2016)

### Álbumes
1. Romantist Egoist (ロマンチスト・エゴイスト) (8 de marzo de 2000)
2. foo? (28 de febrero de 2001)
3. Kumo o omo Tsukamu Tami (雲をも摑む民) (27 de marzo de 2002)
4. Worldillia (26 de febrero de 2003)
5. Thumpx (20 de abril de 2005)
6. m-Cabi (22 de noviembre de 2006)
7. Porno Graffitti (ポルノグラフィティ) (29 de agosto de 2007)
8. ∠Trigger (24 de marzo de 2010)
9. Panorama (28 de marzo de 2012)
10. Rhinoceros (19 de agosto de 2015)

### Mejores álbumes
1. Porno Graffitti Best Red's (28 de julio de 2004)
2. Porno Graffitti Best Blue's (28 de julio de 2004)
3. Porno Graffitti Best Joker (29 de noviembre de 2008)
4. Porno Graffitti Best Ace (29 de noviembre de 2008)
5. 15th Anniversary All Time Singles (20 de noviembre de 2013)

## Anime
Este dúo musical ha participado con alguna canción de apertura o cierre en diferentes series de anime: 
| Año/s de Emisión | Canción                    | Anime                      | Apertura / Cierre | Episodios    | N.º Opening | Anime / Película | Álbum                     | Romajī                     | Japonés              |
| ---------------- | -------------------------- | -------------------------- | ----------------- | ------------ | ----------- | ---------------- | ------------------------- | -------------------------- | -------------------- |
| 2017             | Montage                    | Puzzle & Dragons X         | Opening           | 3 (50-)      | 3           | Anime            | Butterfly Effect          | Montāju                    | モンタージュ         |
| 2016             | Saudade                    | ReLIFE                     | Ending            | 7 (1)        | 7           | Anime            |                           | Saudāji                    | サウダージ           |
| 2016             | The Day                    | Boku no Hero Academia      | Opening           | 1-13 (13)    | 1           | Anime            | Butterfly Effect          | De dai                     | THE DAY              |
| 2015             | Oh! Rival                  | Detective Conan 19         | Tema principal    |              |             | Película 19      | Rhinoceros                | Ō! Ribaru                  | オー！リバル         |
| 2013             | Matataku Hoshi no Shita de | Magi                       |                   | 13-25 (13)   | 2           | Anime            |                           | Matataku Hoshi no Shita de | 瞬く星の下で         |
| 2006             | Winding Road               | Tenpō Ibun Ayakashi Ayashi | Ending            | 1-12 (12)    | 1           | Anime            | m-Cabi                    | Waindin Roddo              | ワインヂン ロッド    |
| 2009-2010        | Anima Rossa                | Bleach                     | Opening           | 243-265 (23) | 11          | Anime            | ∠ trigger                 | Anima Rossa                | アニマロッサ         |
| 2003             | Melissa                    | Fullmetal Alchemist        | Opening           | 2-13 (12)    | 1           | Anime            | Melissa                   | Merissa                    | メリッサ             |
| 2003             | Melissa                    | Fullmetal Alchemist        | Ending            | 1 (1)        | 1           | Anime            | Melissa                   | Merissa                    | メリッサ             |
| 2008             | Koyoi, tsuki ga miezu tomo | Bleach                     | Ending            |              |             | Película 3       | Koyoi, tsuki ga miezutomo | Koyoi, tsuki ga miezu tomo | 今宵、月が見えずとも |
| 1999-2000        | Hitori No Yoru             | Great Teacher Onizuka      | Opening           | 14-43 (32)   | 2           | Anime            | Romantist Egoist          | Hitori No Yoru             | ヒトリノ夜           |